# 肼基
肼基（英语：hydrazino group）是有机化学中的一个官能团，符号H2N-NHR。最简单的有机肼是甲基肼。

有机肼化合物的通式

## 制备
有机肼化合物可以通过卤代烃的肼解反应制备，例如：
重氮盐的还原也能制备肼，常用的还原剂有亚硫酸盐、氯化亚锡等。